# John Coleridge, I barón de Coleridge
John Coleridge, I barón de Coleridge, PC (3 de diciembre de 1820 - 14 de junio de 1894) fue un abogado, juez y político liberal inglés. Ocupó los cargos, sucesivamente, de Procurador general para Inglaterra y Gales, Procuraduría General para Inglaterra y Gales, Chief Justice of the Common Pleas y Lord Chief Justice de Inglaterra.

## Antecedentes y educación
Coleridge fue el hijo mayor de John Taylor Coleridge y el sobrino bisnieto del poeta Samuel Taylor Coleridge. Fue educado en Eton y en el Balliol College de Oxford, y se licenció en derecho en 1846. Coleridge fue miembro de la Asociación de Canterbury desde el 24 de junio de 1851. 

## Carrera legal
Coleridge estableció una exitosa práctica legal en el circuito occidental. Desde 1853 hasta 1854 ocupó el cargo de secretario de la Comisión Real sobre la Ciudad de Londres. En 1865 fue elegido para la Cámara de los Comunes por Exeter para el Partido Liberal. Dio una impresión favorable a los líderes de su partido y cuando los liberales llegaron al poder en 1868 bajo William Ewart Gladstone, Coleridge fue nombrado Fiscal General. En 1871 fue ascendido a Procurador General, cargo que ocupó hasta 1873. En 1871 también estuvo involucrado en el famoso Caso Tichborne. En 1873 fue descrito por el periódico Women's Suffrage Journal, con sede en Manchester, como un partidario "firme y consistente" del sufragio femenino.

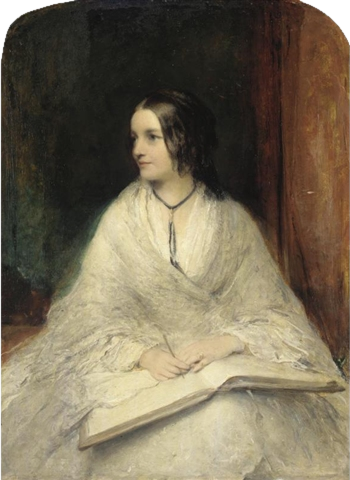
Jane Fortescue Seymour circa 1855 por William Boxall

En noviembre de 1873, Coleridge sucedió a Sir William Bovill como Juez Principal de los Pleitos Comunes, y en enero de 1874 fue elevado a la nobleza como Barón Coleridge, de Ottery St Mary en el Condado de Devon.
En 1875, los tres tribunales comunes de la ley inglesa (el Tribunal de la Reina, el Tribunal de Pleitos Comunes y el Tribunal del Tesoro) se fusionaron para convertirse en divisiones del nuevo Tribunal Superior de Justicia. El jefe de cada tribunal (el Juez Principal Sir Alexander Cockburn, el Juez Principal de los Pleitos Comunes Lord Coleridge y el Juez Principal del Tesoro Sir Fitzroy Kelly) continuaron en sus cargos. Después de las muertes de Kelly y Cockburn en 1880, las tres divisiones se fusionaron en una sola división, con Lord Coleridge como Juez Principal de Inglaterra. En 1884, fue elegido como miembro de la Sociedad Filosófica Americana. A pesar de que su salud decayó hacia el final de su vida, permaneció en este cargo hasta su muerte el 14 de junio de 1894, a los 74 años, en su casa en Sussex Square en Paddington.

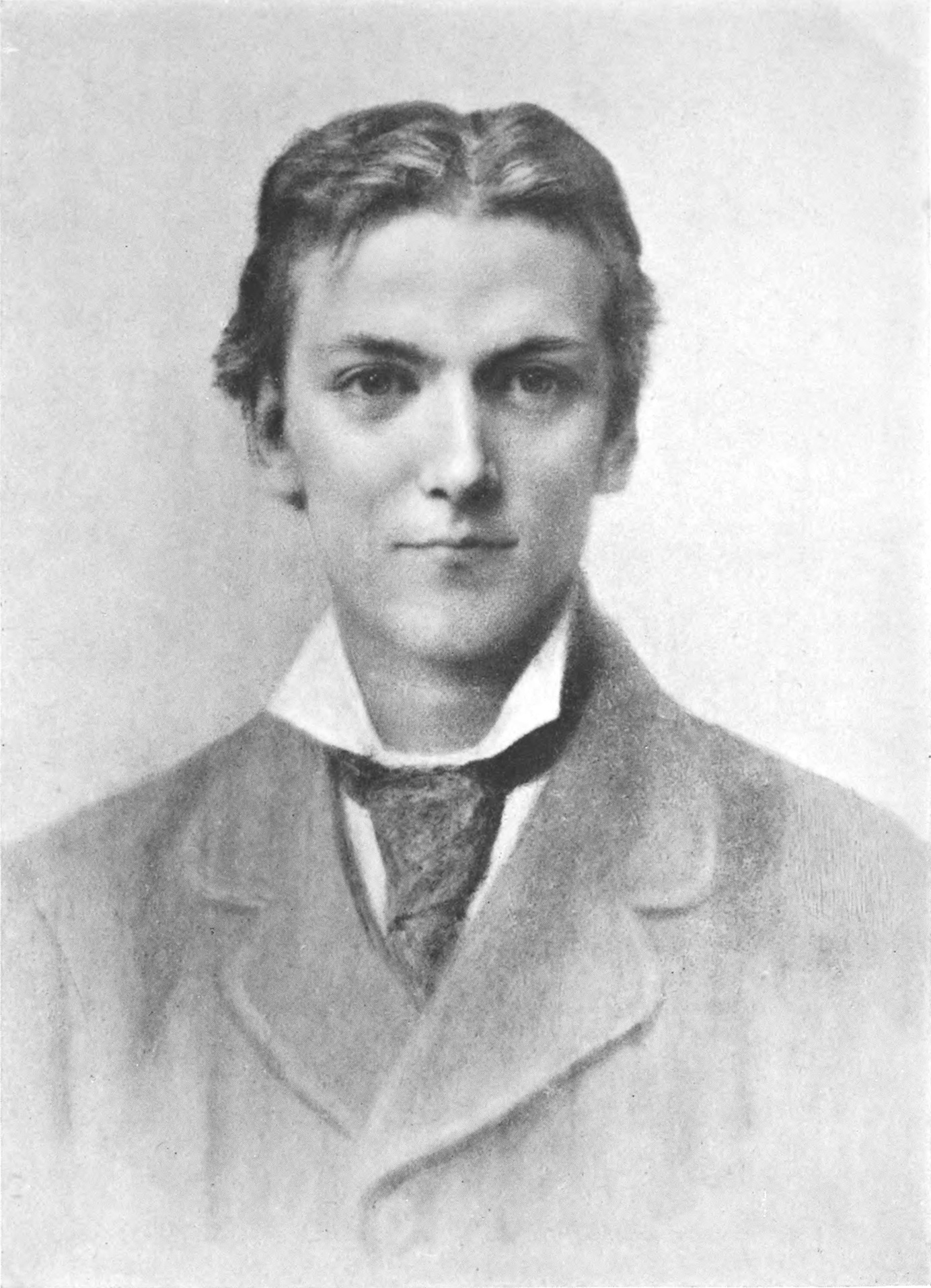
Stephen Coleridge alrededor de 1873 por Jane Seymour Coleridge

## Familia
El 11 de agosto de 1846, Coleridge se casó con Jane Fortescue Seymour, hija del reverendo George Turner Seymour de Freshwater, Isla de Wight, ella misma una artista consumada que notablemente pintó a John Henry Newman. Tuvieron tres hijos y una hija.
- Mildred Mary Coleridge (1847-1929), se casó con Charles Warren Adams. [6]
- Bernard John Seymour Coleridge (1851-1927), diputado liberal y juez del Tribunal Superior, sucedió como II barón Coleridge [6]Educado en Eton y en el Trinity College de Oxford, obtuvo su licenciatura en 1875 con segunda clase (llamado al colegio de abogados Middle Temple en 1877, se casó en 1876 con Mary Alrthea, hija del reverendo Dr. Mackarness, Lord Obispo de Oxford, y tiene un hijo nacido en 1877).[6]
- Stephen Coleridge circa 1873 por Jane Seymour Coleridge.[6]
- Stephen William Buchanan Coleridge (1854-1936), abogado, autor y paisajista.[6]
- Gilbert James Duke Coleridge (1859-1953), abogado y escultor.[6]

Su primera esposa falleció el 6 de febrero de 1878. Permaneció viudo hasta el 13 de agosto de 1885, cuando se casó con Amy Augusta Jackson Lawford, hija de Henry Baring Lawford, quien le sobrevivió.
Cuando la hija de Coleridge, Mildred, fue a vivir con el abogado Charles Warren Adams se casaron en 1885, Lord Coleridge se negó a asistir a la boda- la familia consideró que el matrimonio era inapropiado. El hermano de Mildred, Bernard, le escribió una carta despreciando a Adams como un cazador de fortunas, lo que llevó a Adams a demandar por difamación. Los consiguientes procesos legales en noviembre de 1884 y noviembre de 1886 fueron muy embarazosos para Lord Coleridge, quien, como Juez Principal, estuvo obligado a comparecer en el tribunal del que era el juez principal.
Hermana
Stephen William Buchanan, nacido en 1854, educado en el Trinity College de Cambridge (B.A. 1876). Hermanas vivas: Mary Frances Heble, nacida en 1824.

## Casos y fallos destacados
- R v Coney (1882)
- R v Dudley y Stephens (1884)
- Gordon-Cumming v Wilson and Others (1891), el juicio surgido del Escándalo real del bacará.

## Escudo
| | Cimera Un crucifijo de oro emergiendo de una nutria como en los escudos. |
| Escusón De plata, sobre un monte de verde en la base una nutria en su color natural; un jefe de gules cargado con una paloma del campo entre dos cruces paté con fuste de oro.               |                                                                          |
| Soportes A la diestra, una nutria en su color natural, adornada con una guirnalda de rosas de gules con hojas de verde; a la siniestra, un león sable, igualmente adornado como el anterior. |                                                                          |